# Richard King Mellon
Richard King Mellon (19 de junio de 1899–3 de junio de 1970), más conocido como R.K., era un financiero estadounidense, oriundo de Ligonier, Pensilvania. Hijo de Richard B. Mellon, sobrino de Andrew W. Mellon, y nieto de Thomas Mellon, él y su hermana Sarah Mellon Scaife fueron herederos a la fortuna de los Mellon, la cual incluía algunas acciones en Mellon Bank, Gulf Oil, y Alcoa.
Mellon sirvió en la Armada, en ambas Guerras Mundiales, y permaneció activo en la Reserva militar, recibiendo una medalla distintiva en honor a sus servicios, y ascendiendo al rango de Teniente General.
Es muy recordado por sus esfuerzos de innovación urbana en Pittsburgh, liderados indistintamente con el alcalde David L. Lawrence. Tras regresar a la ciudad en el ocaso de la Segunda Guerra Mundial, Mellon se interesó en evitar las severas inundaciones de Pittsburgh, la contaminación y el deterioro. Bajo el auspicio de la Autoridad de Reconstrucción Urbana, la demolición masiva y el desarrollo de proyectos transformaron a la ciudad, respaldada políticamente por Lawrence y financialmente por Mellon y sus compañías. Mellon también hizo uso de su poder económico para presionar a compañías y terratenientes a cumplir con las nuevas regulaciones. 
Contrajo matrimonio con Constance Prosser McCaulley, hija de un banquero neoyorquino, en 1936. Tuvieron cuatro hijos: Richard P. Mellon, Seward Prosser Mellon, Constance Barber Mellon, y Cassandra Mellon Milbury.